# Amtsgericht Altenstadt

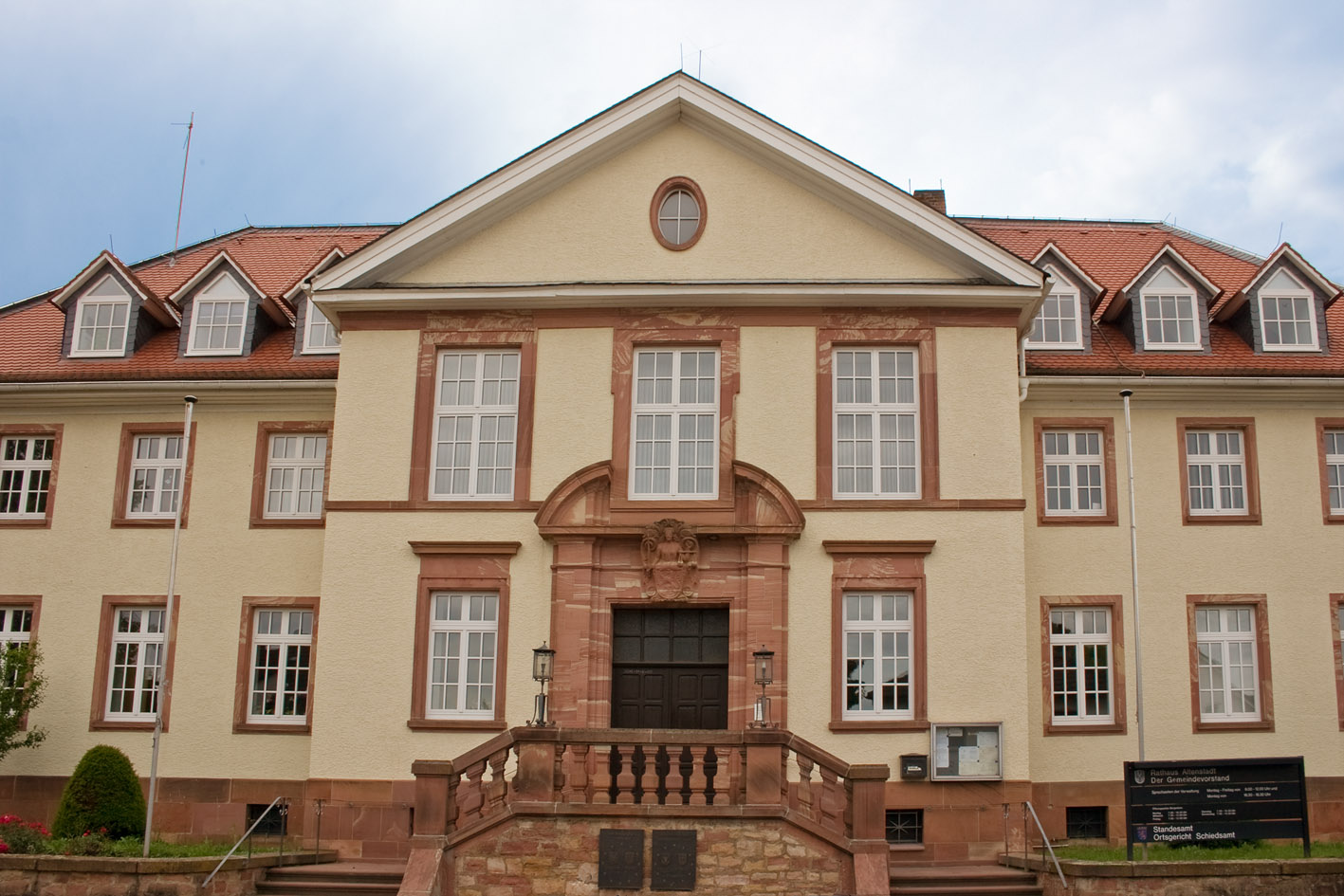
Gerichtsgebäude

Das Amtsgericht Altenstadt war ein von 1879 bis 1968 bestehendes hessisches Gericht der ordentlichen Gerichtsbarkeit mit Sitz in Altenstadt.

## Geschichte

### Gründung
Mit dem Gerichtsverfassungsgesetz von 1877 wurden die Organisation und die Bezeichnungen der Gerichte reichsweit vereinheitlicht. Zum 1. Oktober 1879 wurden im Großherzogtum Hessen die bisherigen erstinstanzlichen Gerichte, die Landgerichte, aufgehoben und durch Amtsgerichte ersetzt. Funktionaler Vorgänger des Amtsgerichts Altenstadt war das Landgericht Altenstadt.
„Landgerichte“ nannten sich nun die den Amtsgerichten direkt übergeordneten Obergerichte. Das Amtsgericht Altenstadt war so dem Bezirk des Landgerichts Gießen zugeordnet.

### Weitere Entwicklung
Bönstadt wurde am 1. Juli 1911 an das Amtsgericht Friedberg abgegeben.
Am 1. Juli 1957 wurde das Amtsgericht Altenstadt endgültig – nachdem es dies schon zu Ende des Zweiten Weltkrieges war – zur Zweigstelle des Amtsgerichts Ortenberg.
Zum 1. April 1964 wurden aus dem Bezirk dieser Zweigstelle Staden und Stammheim an das Amtsgericht Friedberg  und Nieder-Mockstadt an das Amtsgericht Nidda abgegeben, während die übrigen Gemeinden nun den Bezirk der Zweigstelle Altenstadt des Amtsgerichts Büdingen bildeten.

### Ende
Am 1. Juli 1968 wurde die Zweigstelle Altenstadt des Amtsgerichts Büdingen aufgehoben.

## Gerichtsgebäude
Das ehemalige Amtsgerichtsgebäude dient heute als Rathaus von Altenstadt. Der neoklassizistisch-neobarocke Bau mit übergiebeltem Mittelrisalit stammt von 1925. Eine zweiläufige gewundene Freitreppe führt zum Haupteingang, der von einem gesprengten Giebel bekrönt wird. Hier befindet sich eine Kartusche mit einer Justitia. Das Gebäude ist ein Kulturdenkmal aufgrund des Hessischen Denkmalschutzgesetzes. (Siehe auch: Liste der Kulturdenkmäler in Altenstadt (Hessen)).